# Lasswells formel
Lasswells formel er en måde at begribe hvad der sker undervejs i en kommunikation. Formlen har navn efter Harold Lasswell.
| Trin 1                       | Trin 2       | Trin 3          | Trin 4            | Trin 5             |
| Hvem                         | Siger hvad   | I hvilken kanal | Til Hvem          | Med hvilken effekt |
| Afsender                     | Tekst        | Medium          | Modtager          | Virkning           |
| Analyse af person/virksomhed | Tekstanalyse | Medieanalyse    | Receptionsanalyse | Effektforskning    |

| Anime eller manga | Spire Denne artikel om medie og kommunikation er en spire som bør udbygges. Du er velkommen til at hjælpe Wikipedia ved at udvide den. |